# Волобуєв Микола Андрійович
Микола Андрійович Волобуєв (нар. 1918, селище Нікітовський Московської губернії, тепер Московської області, Російська Федерація — 27 вересня 1975, місто Дніпродзержинськ, тепер Кам'янське Дніпропетровської області) — радянський металург, інженер, колишній директор Дніпровського металургійного заводу імені Дзержинського Дніпропетровської області.

## Біографія
Народився у селянській родині. У 1938 році закінчив металургійний технікум.
Трудову діяльність розпочав у 1938 році вальцювальником Верхньо-Салдинського металургійного заводу РРФСР.
Під час німецько-радянської війни служив у Червоній армії, був командиром полку Волховської партизанської бригади.
Член ВКП(б) з 1943 року.
У 1944—1961 роках — партійний організатор ЦК ВКП(б), начальник цеху, головний прокатник Макіївського металургійного заводу імені Кірова Сталінської області.
Закінчив Донецький політехнічний інститут.
У 1961—1964 роках — директор Харцизького сталедротово-канатного заводу Донецької області.
У січні 1964 — червні 1966 року — заступник голови планової комісії Донецько-Придніпровського економічного району.
У 1966—1967 роках — головний інженер Краматорського металургійного заводу імені Куйбишева Донецької області.
У 1967 — 27 вересня 1975 року — директор Дніпровського металургійного заводу імені Дзержинського Дніпропетровської області.

## Нагороди
- орден Леніна
- орден Червоного Прапора
- два ордени Трудового Червоного Прапора
- медалі